# Карр, Дарлин
Дарлин Карр (англ. Darleen Carr, род. 12 декабря 1950 в Чикаго) — американская актриса и певица.

## Карьера
Уроженка Чикаго, сестра актриса Чармиан Карр. Дарлин Карр начала свою карьеру в четырнадцатилетнем возрасте с ролей в фильмах Walt Disney, таких как «Галлахер V» и «Мартышки, убирайтесь вон!». Также она записала несколько песен для фильмов «Звуки музыки» и «Книга джунглей». Она добилась первой известности благодаря роли старшеклассницы в комедии 1968 года «Невозможные годы», после чего начала активно сниматься на телевидении, в основном в ситкомах и вестернах.
Карр сыграла более восьмидесяти ролей на протяжении своей карьеры. В 1977 году она была номинирована на Премию «Золотой глобус» за лучшую женскую роль второго плана на телевидении за свою роль в мини-сериале Once an Eagle с Сэмом Эллиоттом. На телевидении она также снялась в сериалах «Семья Смитов», «Улицы Сан-Франциско», «Следы в Орегоне» и «Маверик». Также она стала первой актрисой, кто сыграл на телевидении роль незамужней матери в недолго просуществовавшем ситкоме 1979 года «Мисс Уинслоу и сын».